# Лаодика (жена Митридата II)
Лаодика (др.-греч. Λαοδίκη; III век до н. э.) — селевкидская принцесса, супруга понтийского царя Митридата II.

## Биография

### Происхождение
Лаодика являлась дочерью правителей государства Селевкидов Антиоха II и Лаодики I. Её братьями были Селевк II Каллиник и Антиох Гиеракс.

### Замужество
Между 245 и 239 годами до н. э. родители Лаодики решили выдать её за понтийского царя Митридата II. Это стало частью политического альянса между двумя странами. В 245 году до н. э. стартовала третья сирийская война, и для получения помощи со стороны Понта в качестве приданого была отдана Фригия.
С женитьбой позиции Митридата в Малой Азии усилились, что позволило его царству стать одной из сил в эллинистическом мире.
Брак позволил Селевку II Калиннику перекинуть войска из Анатолии для противодействия Птолемею III. Лаодика могла повлиять на решение Митридата поддержать Антиоха Гиеракса, опиравшегося на малоазийские владения Селевкидов, в его борьбе с Селевком.

### Семья
Лаодика родила Митридату II трёх детей: Лаодику III, Лаодику Понтийскую и Митридата III.